# Blautukvíslareyrar
Blautukvíslareyrar är en slätt i republiken Island.   Den ligger i regionen Suðurland, i den centrala delen av landet, 150 km öster om huvudstaden Reykjavík.
Trakten ingår i den boreala klimatzonen. Årsmedeltemperaturen i trakten är −2 °C. Den varmaste månaden är juli, då medeltemperaturen är 11 °C, och den kallaste är januari, med −12 °C.